# Меморіал Карла Шлехтера

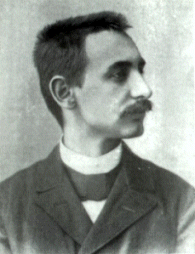
Карл Шлехтер

Меморіал Карла Шлехтера (нім. Carl-Schlechter-Gedenkturnier) — нерегулярний шаховий турнір організований, щоб вшанувати пам'ять провідного австрійського шахіста Карла Шлехтера (1874—1918), який загинув внаслідок поневірянь одразу після Першої світової війни.
Станом на 2008 рік відбулося сім меморіальних турнірів, переважно в рідному місті Шлехтера Відні (змагання 1971 року відбулося у місті Глоггніці, Австрія). Перший з них і, безумовно, найсильніший, що проходив з 15 листопада по 28 листопада 1923 року, організували і відвідали дванадцять колег Шлехтера. Переможцем став Ксавери Тартаковер, за яким ішли Ріхард Реті, Рудольф Шпільман, Ернст Ґрюнфельд, Лайош Штейнер, Альберт Беккер, Карел Опоченський, Шандор Такач, Зігфрід Реджинальд Вольф, Фелікс Фішер, Юліус фон Парай і Теодор Грубер.

## Переможці
| # | Рік         | Переможець                                       |
| - | ----------- | ------------------------------------------------ |
| 1 | 1923        | Ксавери Тартаковер (Польща)                      |
| 2 | 1947        | Ласло Сабо (Угорщина)                            |
| 3 | 1949        | Ян Фолтис (Чехословаччина) Стоян Пуц (Югославія) |
| 4 | 1951        | Моше Черняк (Ізраїль)                            |
| 5 | 1961        | Юрій Авербах (СРСР)                              |
| 6 | 1971        | Властіміл Горт (Чехословаччина)                  |
| 7 | 1996 (Open) | Ілья Балінов (Болгарія)                          |